# Верхня Терса (річка)

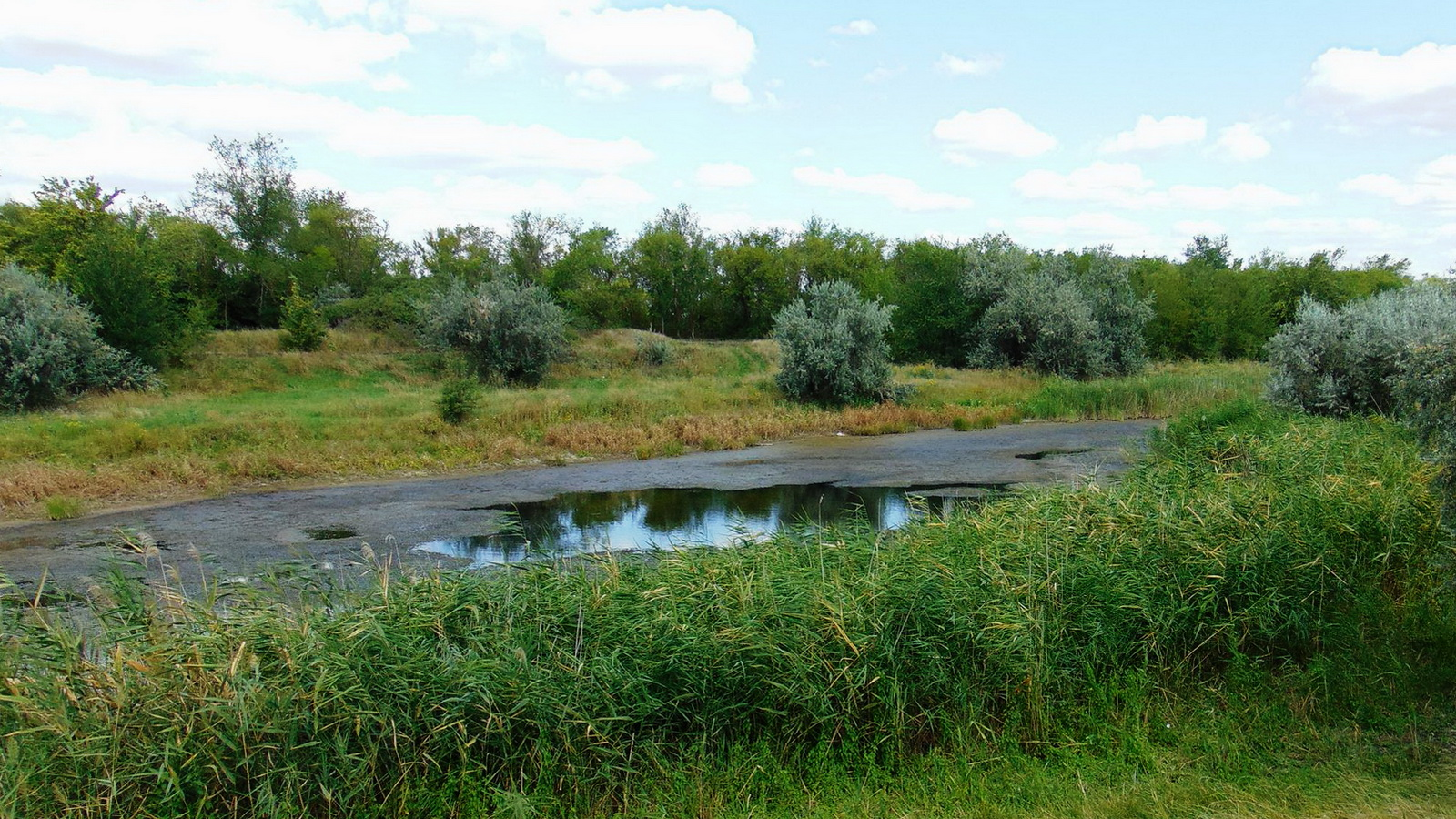
Верхня Терса

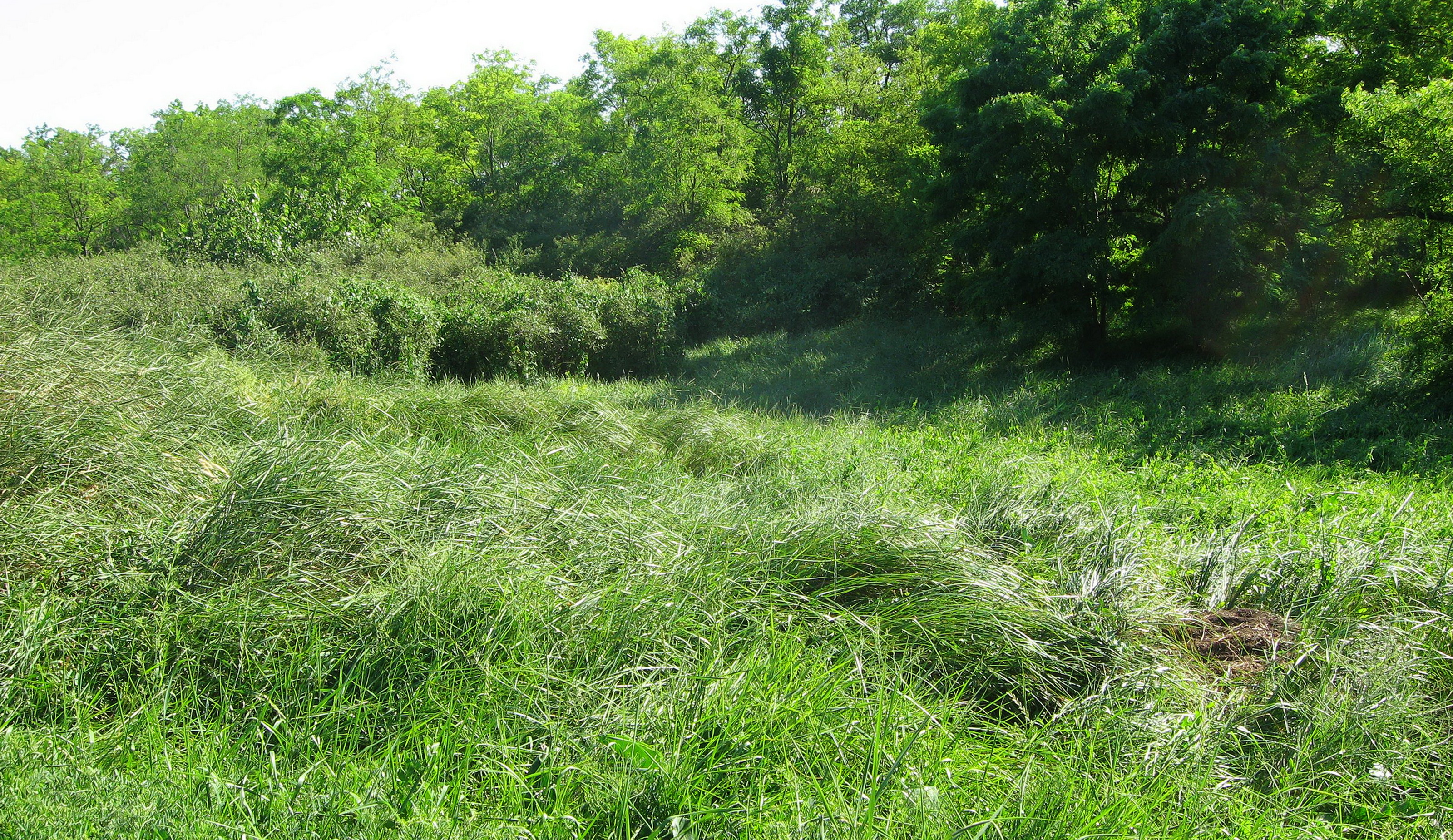
У долині Верхньої Терси. Суходільна лука

Ве́рхня Терса́ (Вища Терса) — річка в Україні, в межах Гуляйпільського (витоки), Оріхівського (частково) і Новомиколаївського районів Запорізької області та Синельниківського району Дніпропетровської області. Ліва притока Вовчої (сточище Дніпра).

## Опис
Довжина 107 км, сточище 1 680 км². Переважна ширина долини 1,5—2,5 км. Річище звивисте, завширшки пересічно 15—20 м. Похил річки 2,5 м/км. Долина трапецієподібна, завширшки до 2 км. Основне живлення снігове; влітку дуже міліє. Використовується для зрошення. Стік зарегульований ставками.

## Розташування
Верхня Терса бере початок біля села Гірке. Тече переважно на північ (у верхів'ї — частково на північний захід, у пониззі — частково на півднічний схід). Впадає до Вовчої на південь від смт Васильківки.
- У пригирловій частині річки розташований ландшафтний заказник «Бакаї».

## Притоки
Праві:
- річка Верхня Солона
  - байрак Токова
- річка Нижня Солона
  - байрак Куликова
- балка Гірка
- балка Соколовська
- балка Широчанська
  - балка Крутенька
- Балка Левицька
- байрак Левицька
- Балка Черемисова
- Безіменна
- Балка Нечаєвська
- Балка Кам'яна
- Балка Шемраєвська

Ліві:
- Балка Солонцувата
- річка Широка
- річка Солона (Солоненька)
  - Балка Ропівська
- річка Люб'яшівка
- Балка Сторчове
- балка Крутенька
- Балка Мутова
- річка Водяна
- річка Соломчина

## Великі населені пункти над Верхньою Терсою
- селище Новомиколаївка
- село Павлівка

## Про назву
Український мовознацець Євген Отін виводить назву річки з тюркського прикметника ters, teris — «неправильна», а саме за великий тупий кут, під яким вона впадає в річку Вовчу. Дослівно: «Та, що неправильно тече». Інші гадають, що назва походить від тюркського ters «протилежна, зворотна». Як вказує дослідник, таку назву вона одержала тому, що перша на шляху з Криму, на відміну від інших річок, тече на північ, тобто у зворотному напрямі (Фоменко В. Звідки ця назва? — Дніпропетровськ: Промінь, 1969). Таке тлумачення ймовірне. Перша частина складного гідроніма вказує, що річка, на відміну від іншої — Малої Терси, впадає вище по течії річки Вовчої. Звідси ж назва Нижня Терса — лівої притоки Малої Терси і Середня Терса — правої притоки Нижньої Терси.